# Samanlıkköy, Dikili
Samanlıkköy là một xã thuộc huyện Dikili, tỉnh İzmir, Thổ Nhĩ Kỳ. Dân số thời điểm năm 2010 là 103 người.